# Хрнићи
Хрнићи су насељено мјесто у граду Приједор, Република Српска, БиХ. Према попису становништва из 1991. у насељу је живјело 669 становника.

## Становништво
| Демографија | Демографија | Демографија |
| Година      | Становника  | Становника  |
| ----------- | ----------- | ----------- |
| 1948.       | 731         |             |
| 1953.       | 833         |             |
| 1961.       | 804         |             |
| 1971.       | 821         |             |
| 1981.       | 767         |             |